# Гі Тесьє
Гі Тесьє (фр. Guy Teissier, *4 квітня 1945, Марсель, Франція) — французький політик.
Мер п'ятого сектора Марселя, член ради Марселя, колишній головний юрисконсульт департамента Буш-дю-Рон, він був обраний безперервно, починаючи з 2 квітня 1993 р. у шостому виборчому окрузі Буш-дю-Рон. Член групи Союз за Народний Рух, голова комісії з питань оборони і збройних силfr в Національних зборах.
Перший член національної єдності, невелика група ультраправих, після — Республіканської партіїfr в 1978 році, він приєднався до Алена Мадленаfr та ліберальних демократівfr під час їх створення, до вступу в Союз президентської більшості у 2002 р.
Він активно підтримує військові зобов'язання Франції в Афганістані. У вересні 2008 року, після загибелі десяти солдатів у закордонних операціях, він сказав:
|  | Нам потрібно більше ресурсів, у противному випадку відбудеться повернення мулли Омара і бен Ладена! |

Гі Тесьє у 2004 році був співавтором законопроєкту про відновлення смертної кари за вчинення терористичних актів, хоча делегував свій голос іншому члену, який голосував за текст від його імені, він сказав спочатку, що хотів «добровільно утриматися» за проєктом конституційного закону про скасування смертної кари.